# ピュルサー
ピュルサー（Pulsar）は、フランスのプログレッシブ・ロック・バンドであり、ピンク・フロイドやキング・クリムゾンのほか、グスタフ・マーラーのようなクラシックの音楽家や作曲家などの影響を受けている。
1980年代初頭、グループはフランス＝オーストリアのミュージカル劇用の音楽を演奏し作曲していた。彼らの最新アルバムは『Memory Ashes』（2007年）である。

## 略歴
ピュルサーは、「キングダム・レコード (Kingdom Records)」と呼ばれたイギリスのレーベルと契約を果たした最初のフランスのバンドである。
バンドは1975年にファースト・アルバム『ポーレン』をレコーディングして発表した。フィリップ・ロマンが直後にバンドを脱退。翌年、グループはベーシストのミシェル・マッソンを起用した。ミシェル・マッソンは、その後、『ザ・ストランズ・オヴ・ザ・フューチャー』（1976年）と『ハロウィン』（1977年）というアルバムでコラボレーションすることとなった。
1980年代初めに、ピュルサーはブルーノ・カールッチ監督とミュージカルで、オーストリアの小説家ペーター・ハントケの短編小説『Bienvenue au Conseil d'Administration』（1981年）を採り上げた。この時、クインテットは、ギターとベースのジルベール・ガンディル、ドラムのヴィクトル・ボッシュ、キーボードのジャック・ロマン、フルートとサックスを演奏するローラン・リシャール、そしてミシェル・マッソンに代わってルイ・パラリスで構成されていた。
1974年から1989年まで、彼らのアルバムはCBSによって制作された。その後、販売権を購入したフランスのレーベル、ムゼアが制作。バンドは1989年にカムバックし、アルバム『Görlitz』を発表した。
このグループの最新アルバムは、サイプレス・ミュージック (Cypress Music)が制作した『Memory Ashes』（2007年）である。『Goldmine』誌は2008年、プログレッシブ・ロック・トップ25アルバムの1つとして『ハロウィン』をリストアップした。
2013年、ジャック・ロマンとジルベール・ガンディルは、アルバム『Way To Lhassa 』を「Siiilk」というバンドと共にリリースした。

## メンバー
- ジャック・ロマン (Jacques Roman) - シンセサイザー、キーボード、メロトロン (1970年- )
- ヴィクトル・ボッシュ (Victor Bosch) - ドラム、パーカッション (1970年- )
- ジルベール・ガンディル (Gilbert Gandil) - ギター、リード・ボーカル (1970年- )
- ローラン・リシャール (Roland Richard) - ピアノ、フルート (1970年- )
- ルイ・パラリス (Louis Paralis) - ベース (1981年- )

### 旧メンバー
- フィリップ・ロマン (Philippe Roman) - ベース、ボーカル、作曲 (1970年-1974年)
- ミシェル・マッソン (Michel Masson) - ベース (1975年-1980年)

## ディスコグラフィ

### アルバム
- 『ポーレン』 - Pollen (1975年)
- 『ザ・ストランズ・オヴ・ザ・フューチャー』 - The Strands of the Future (1976年) ※旧邦題『終着の浜辺』
- 『ハロウィン』 - Halloween (1977年)
- Bienvenue au Conseil d'Administration (1981年) ※Handke, Pulsar名義
- Görlitz (1989年)
- Memory Ashes (2007年)

## 著者情報
- バンドの作曲の1つとしてクレジットされているアルバム『ハロウィン』の導入部は、アイルランドの伝統的な曲「ロンドンデリーの歌」になっている。